# Fleming Island (Florida)
Fleming Island ist ein census-designated place (CDP)  im Clay County im US-Bundesstaat Florida mit. Das U.S. Census Bureau hat bei der Volkszählung 2020 eine Einwohnerzahl von 29.142 ermittelt. 

## Geographie
Fleming Island liegt rund 10 km südlich von Jacksonville und etwa 15 km nördlich von Green Cove Springs.

## Demographische Daten
Laut der Volkszählung 2010 verteilten sich die damaligen 27.126 Einwohner auf 10.440 Haushalte. 86,2 % der Bevölkerung bezeichneten sich als Weiße, 5,2 % als Afroamerikaner, 0,3 % als Indianer und 4,1 % als Asian Americans. 1,5 % gaben die Angehörigkeit zu einer anderen Ethnie und 2,7 % zu mehreren Ethnien an. 6,4 % der Bevölkerung bestand aus Hispanics oder Latinos.
Im Jahr 2010 lebten in 41,3 % aller Haushalte Kinder unter 18 Jahren sowie 22,1 % aller Haushalte Personen mit mindestens 65 Jahren. 79,1 % der Haushalte waren Familienhaushalte (bestehend aus verheirateten Paaren mit oder ohne Nachkommen bzw. einem Elternteil mit Nachkomme). Die durchschnittliche Größe eines Haushalts lag bei 2,76 Personen und die durchschnittliche Familiengröße bei 3,12 Personen.
30,1 % der Bevölkerung waren jünger als 20 Jahre, 19,4 % waren 20 bis 39 Jahre alt, 33,2 % waren 40 bis 59 Jahre alt und 17,4 % waren mindestens 60 Jahre alt. Das mittlere Alter betrug 40 Jahre. 49,0 % der Bevölkerung waren männlich und 51,0 % weiblich.
Das durchschnittliche Jahreseinkommen lag bei 86.510 $, dabei lebten 4,5 % der Bevölkerung unter der Armutsgrenze.

## Sehenswürdigkeiten
Am 2. März 1990 wurde Bubba Midden in das National Register of Historic Places eingetragen.